# Seient plegable

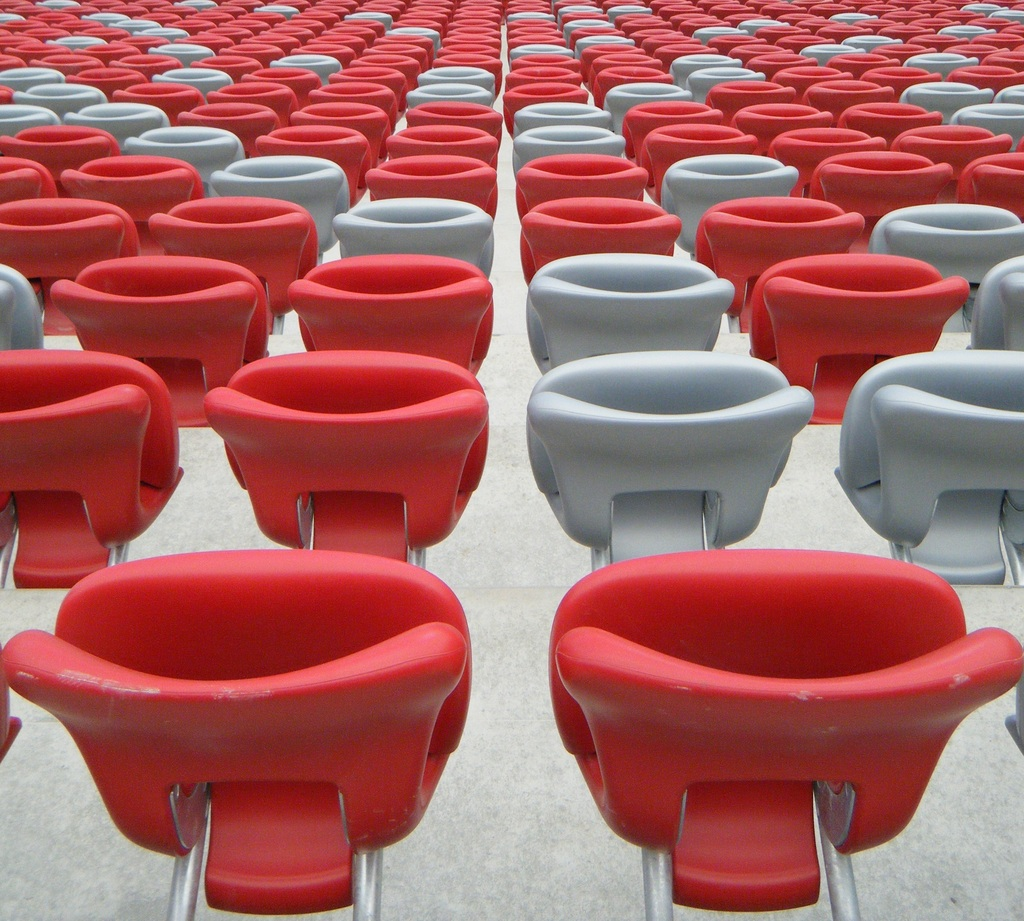
Seients de l'estadi plegables estàndard (en colors vermell i plata) a l'Estadi Nacional de Varsòvia

Un seient plegable és un seient per a persones que es plega quan no s'utilitza per crear més espai per a altres necessitats, Per exemple, en el transport públic, per a deixar pas o espai dempeus , o com a espai d'emmagatzematge per a cadires de rodes, cotxets, bicicletes, equipatge. Els seients plegables solen facilitar el pas o l'entrada i sortida quan no s'utilitzen. La neteja del terra també es facilita amb els seients plegats.

## Ús
Els seients plegables solen facilitar el pas o l'entrada i la sortida quan no s'utilitzen. Es poden emprar a:
- edificis (p. Per exemple, estadis, escenaris, teatres, cinemes, aules, esglésies ( cadirats del cors ), estudis de radiodifusió, ascensors, dutxes )
- Vehicles ( autobusos, trens ( locomotores, seients de cabina), metro, maquinària de construcció, camions, cotxes, vehicles mèdics, tancs militars (p. e. M47 ) etc.) o
- Avions comercials, avions de transport, etc.

Als cotxes, els seients plegables poden oferir seients addicionals com seients d'emergència . Els seients dels cotxes que es poden plegar cap endavant i/o baixar si cal, normalment per crear més espai d'emmagatzematge a la zona posterior ( maleter ), també s'anomenen seients plegables.
En els avions solen tenir seients plegables per a la tripulació en el moment de l'aterratge.

## Tipus
Els seients plegables es poden fabricar en diferents dissenys i combinacions, per exemple.:
- Seient plegable individual amb o sense respatller
- Seient plegable individual amb o sense recolzabraç
- Seient plegable muntatge encastat a ras de la paret
- Seient de banc plegable.

El seient pot ser de fusta o plàstic o es pot tapissar amb cuir artificial, cuir real o tèxtils, etc... Els seients plegables sovint es dissenyen de manera que es pleguen automàticament quan una persona asseguda s'aixeca. Això es pot aconseguir mitjançant un pes a la vora posterior (amb pivots laterals) o un mecanisme de molla.

## Exemples

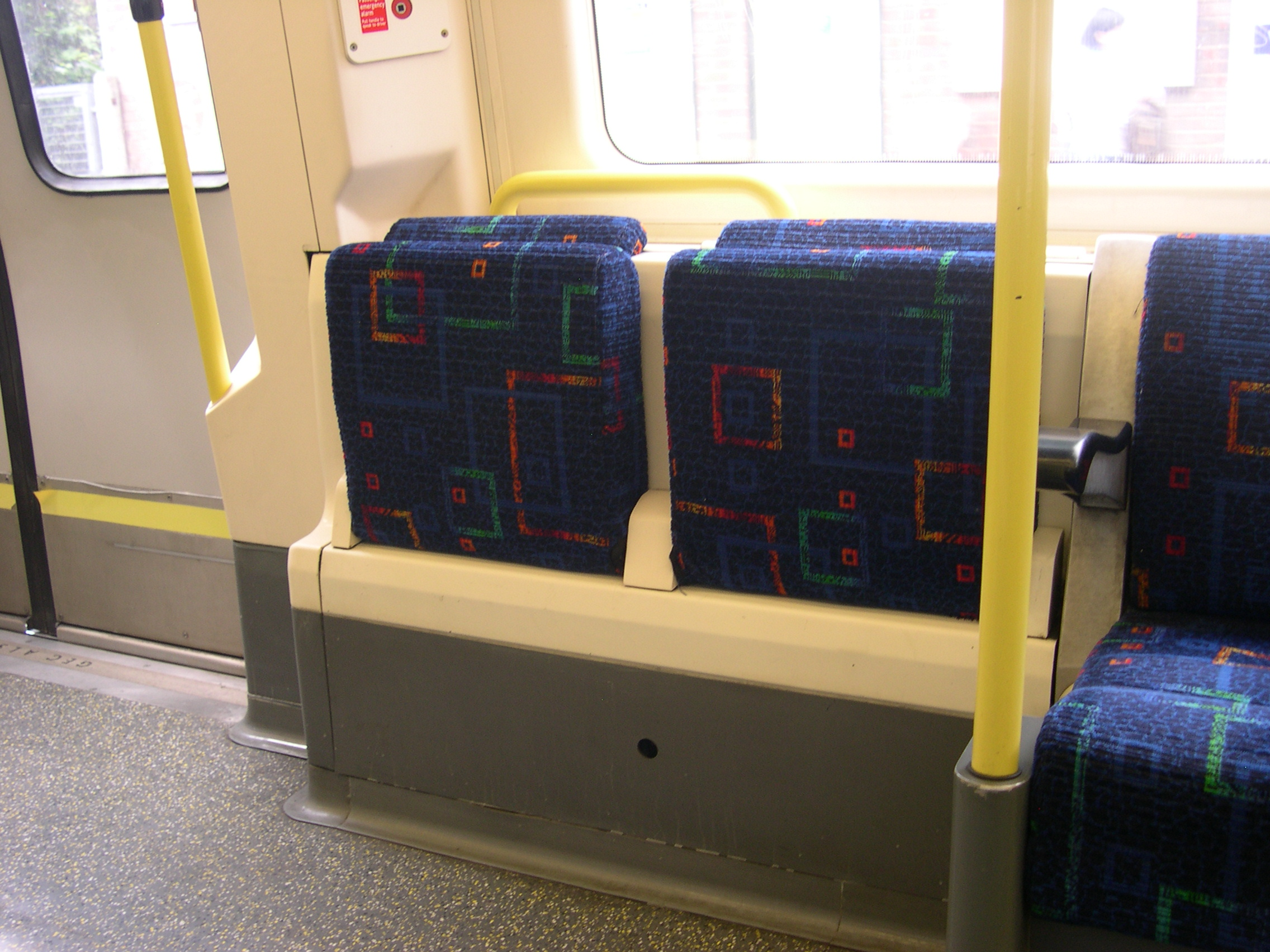
Seients plegables almetro de Londres Stock 1995
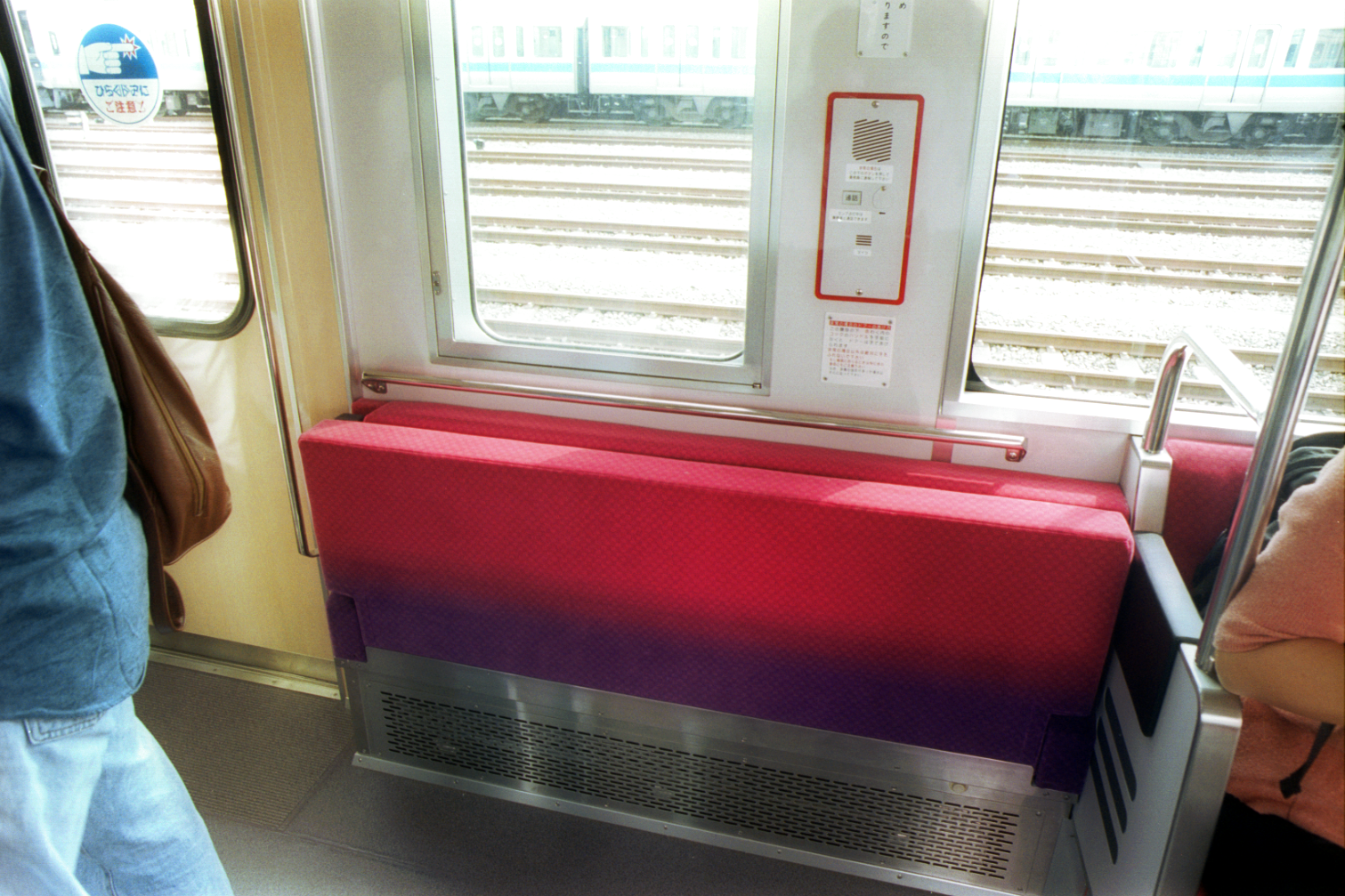
Seient plegable (banc plegable) en uncotxe de passatgersde lasèrie Odakyu 3000
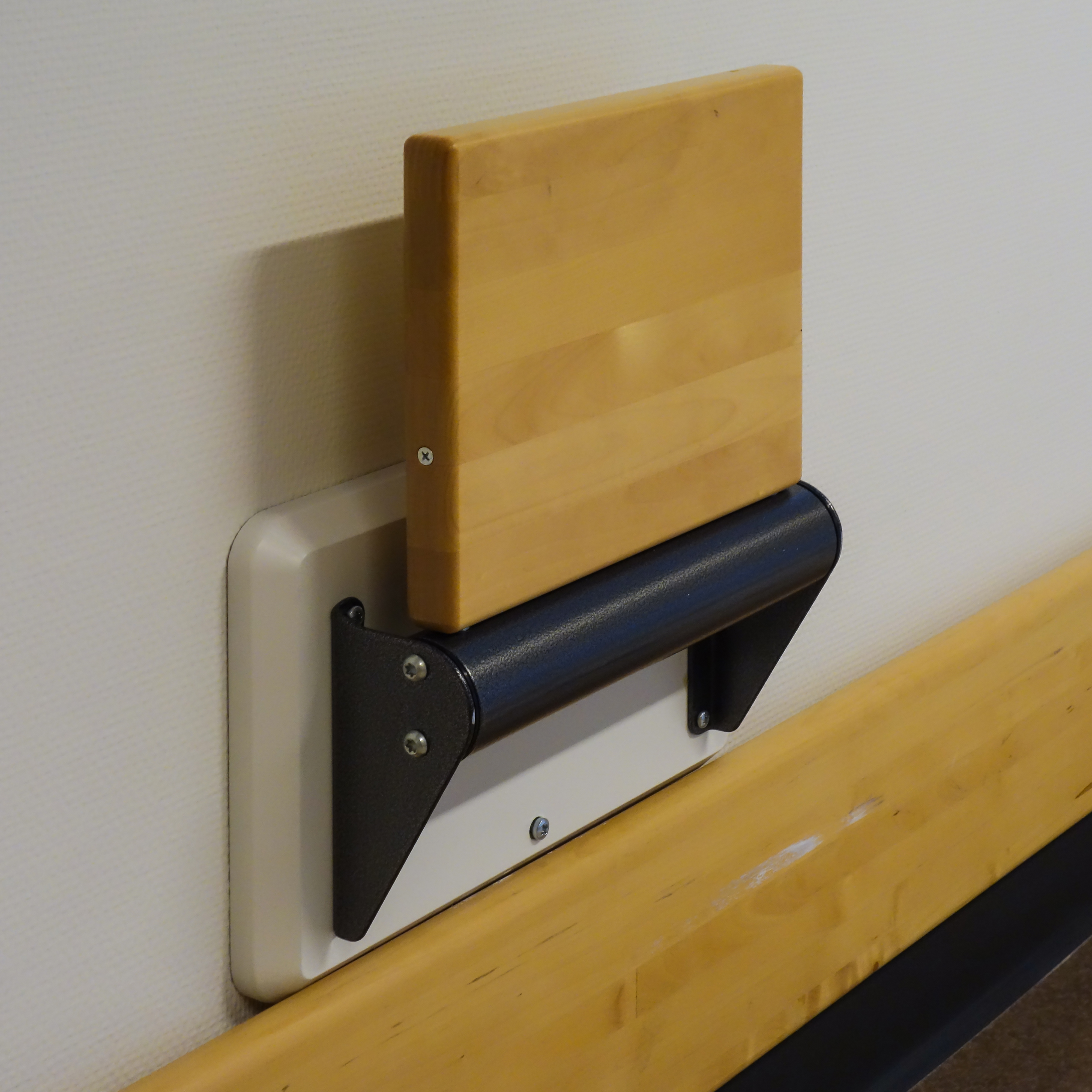
Seient plegable en un passadís de l'hospitalde NÄL, Suècia
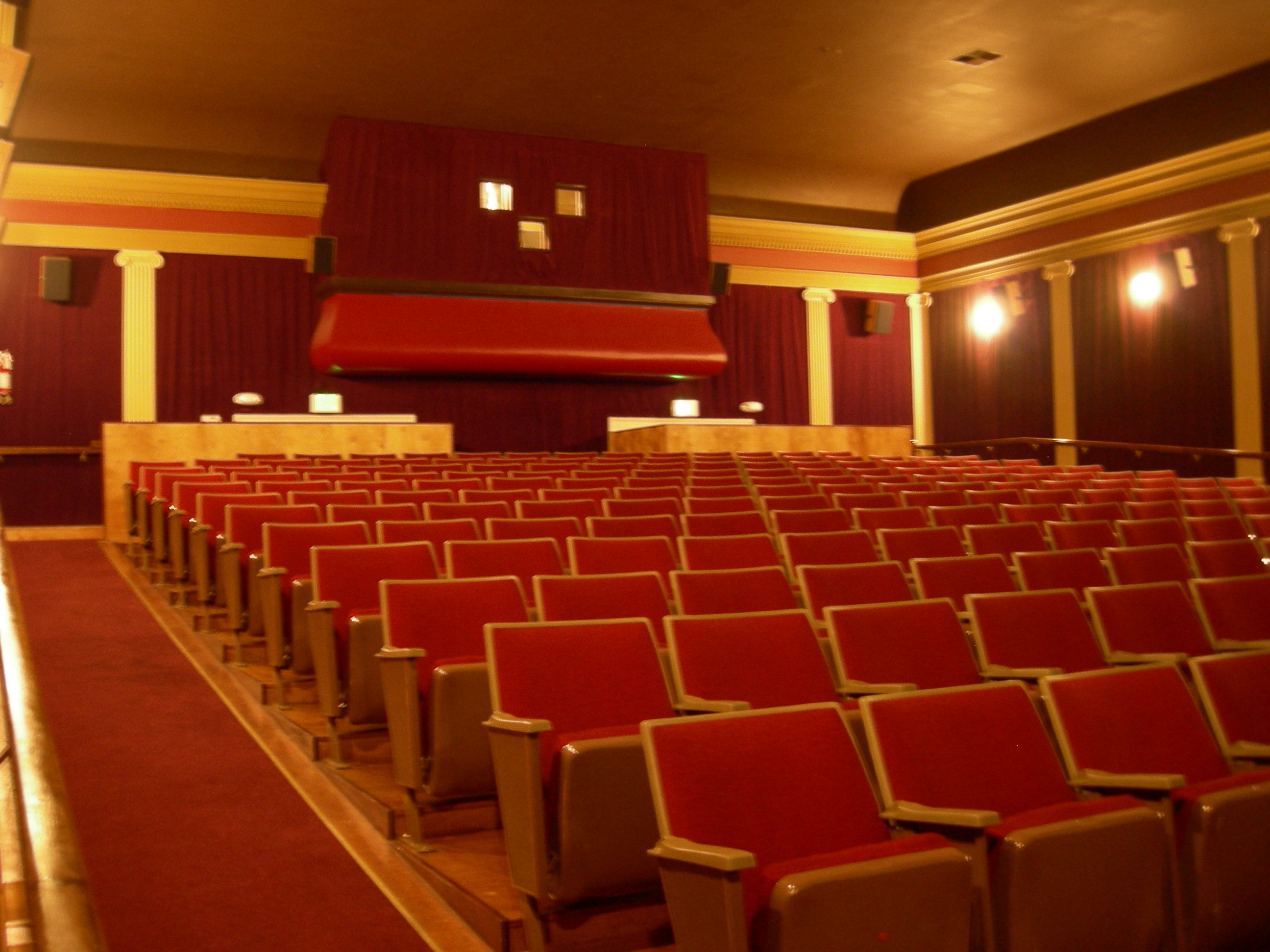
Auditori principal, Columbia City Cinema, Seattle, EUA
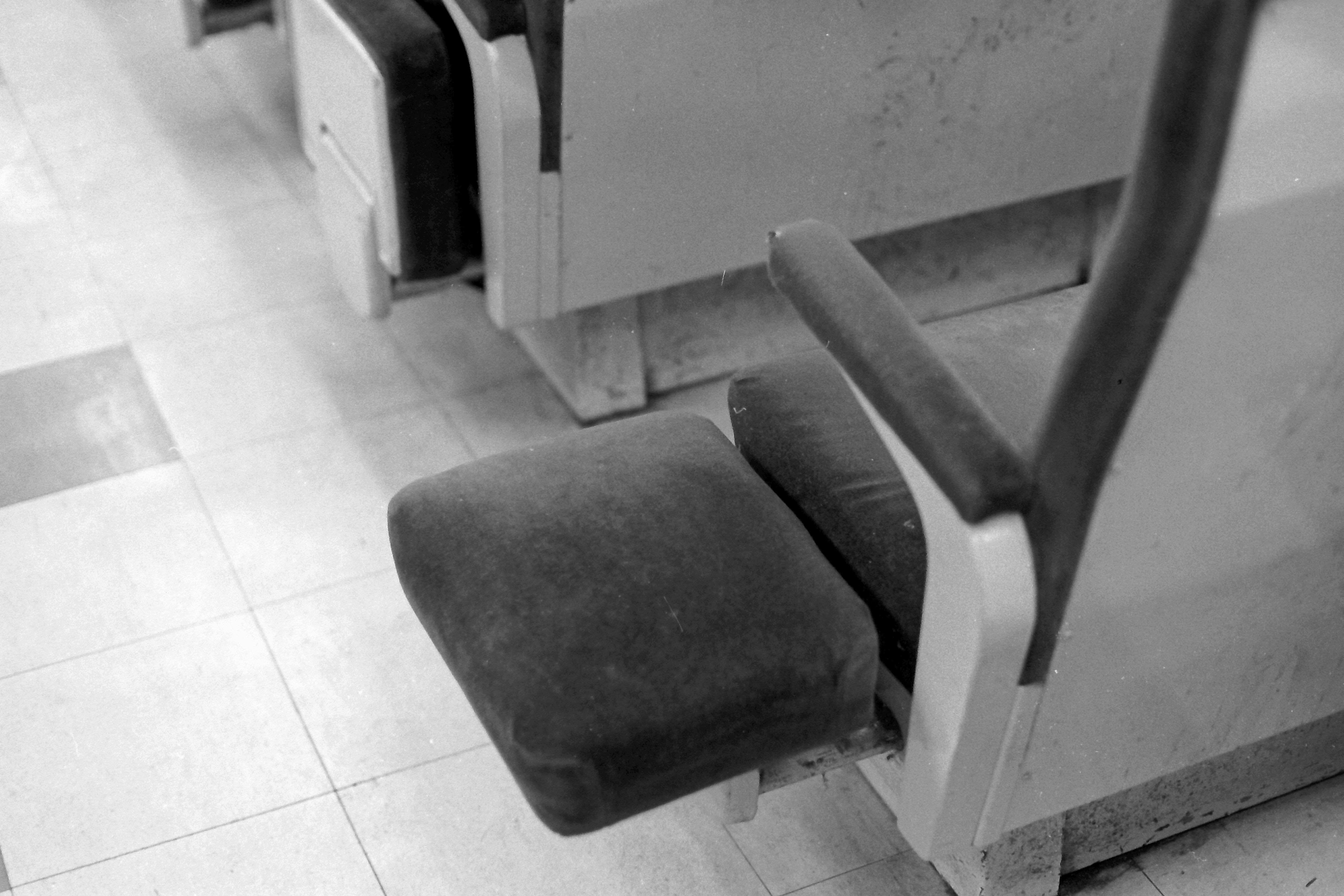
Seient plegable ala cabinanormalAwa Maru
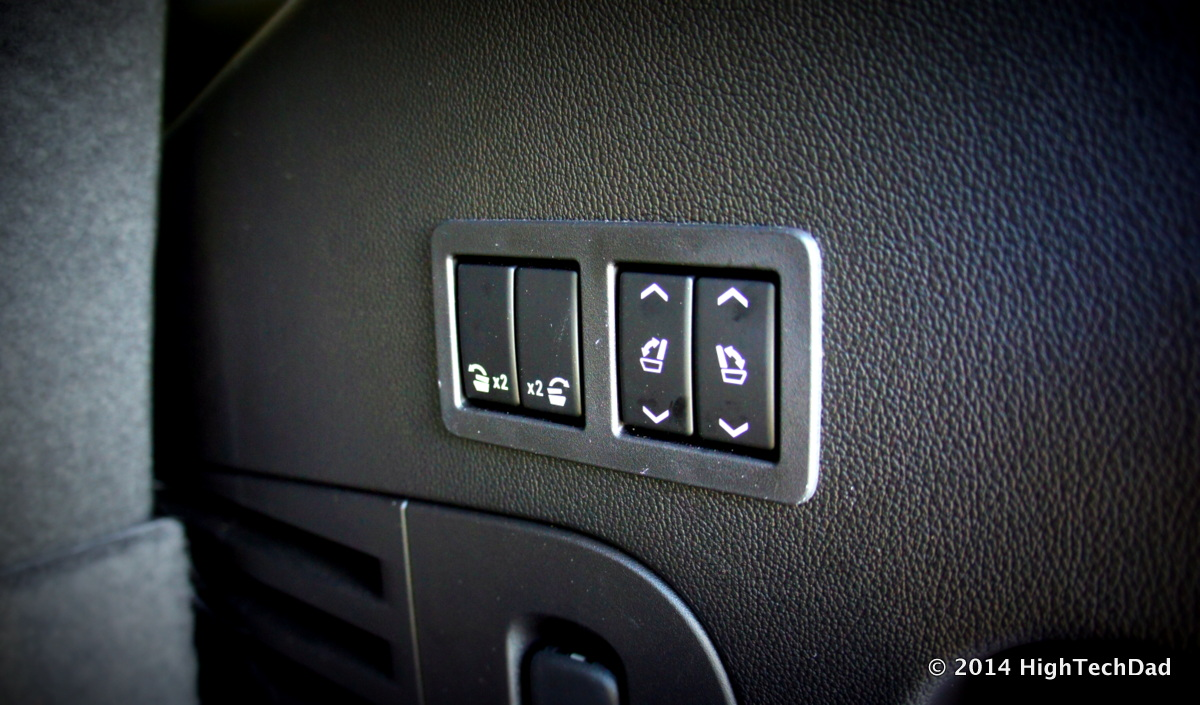
Controls del seient plegable
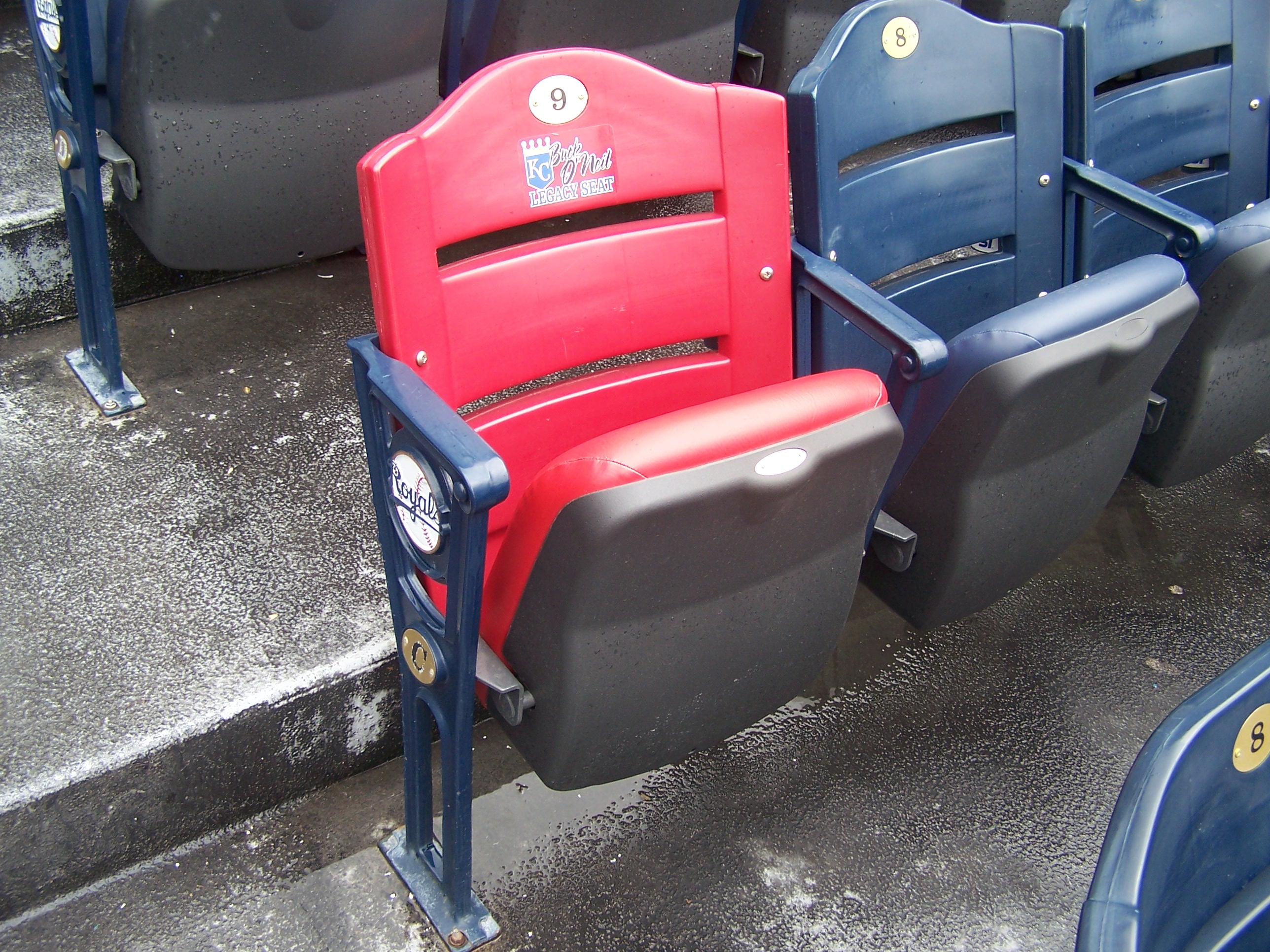
Seients plegables al'estadi Kauffman

## Seient vs. cadira plegable

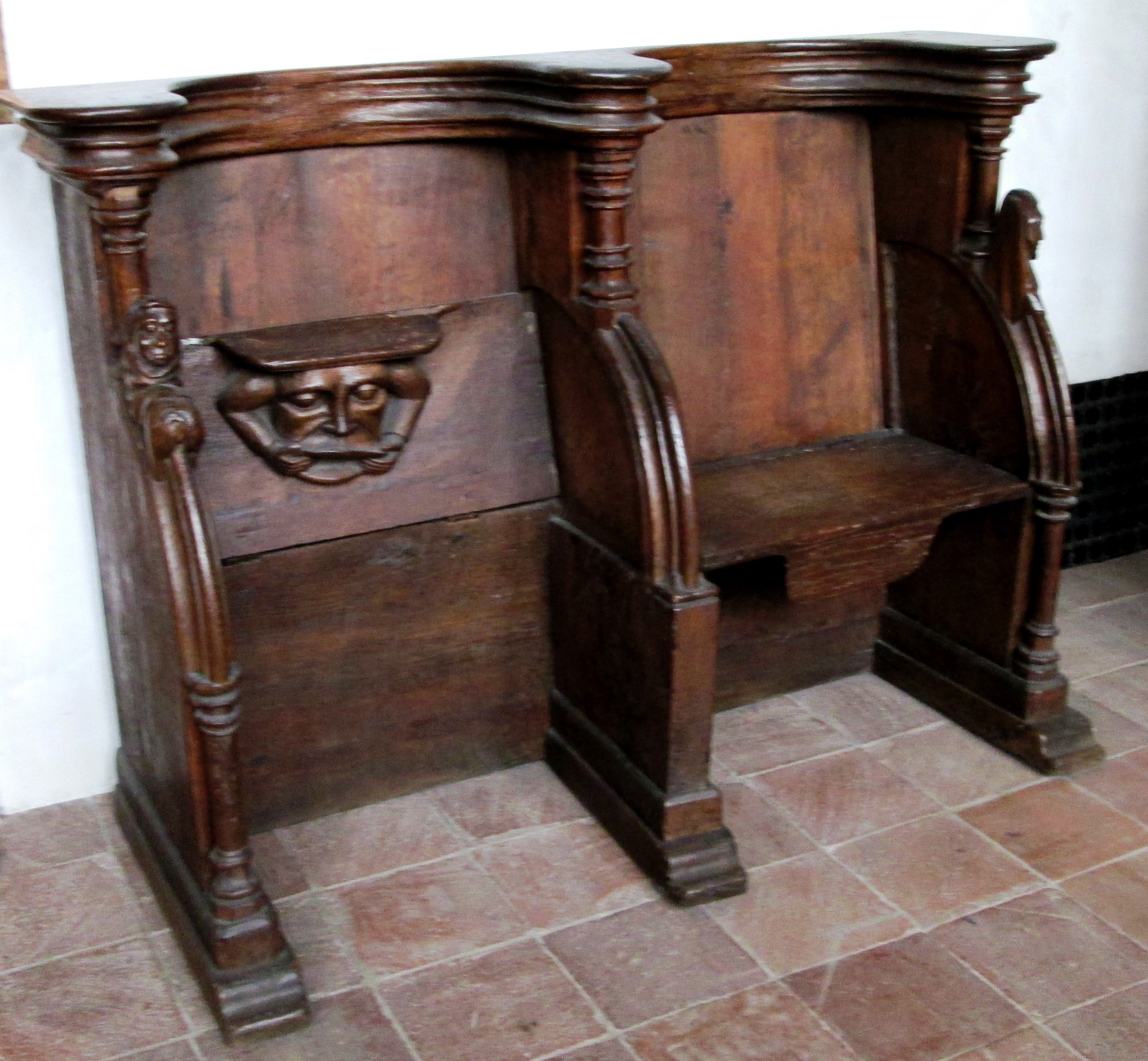
Dos seients plegables del cor d'una església del segle XV.

El seient plegable es diferencia de la cadira plegable perquè el seient plegable està fixat a una paret o terra. La cadira plegable és autònoma i es pot moure individualment sense afluixar cap connexió de cargol. Els seients plegables del cadirat del cor de les esglésies que s'utilitzaven al segle XIX feien sorolls forts quan es plegaven cap amunt o cap avall. Aquest soroll no desitjat es podia evitar subjectant les solapes del seient i movent-les lentament.